# William Stewart (homme politique ontarien)
Pour les articles homonymes, voir William Stewart et Stewart.
William E. Stewart (né en 1919 ou 1920) est un homme politique provincial canadien de l'Ontario. Stewart est le chef du Parti communiste de l'Ontario durant les années 1970.

## Biographie
Né à Hamilton en Ontario, Stewart devient organisateur syndical dans les industries textiles et électriques. Durant la Seconde Guerre mondiale, il sert dans le Corps blindé royal canadien.

## Politique
Vivant en Colombie-Britannique dans les années 1950 et 1960, il est candidat du Parti communiste du Canada dans Vancouver-Sud et 1962 et en 1965.
Prenant le contrôle du Parti communiste de l'Ontario et des cinq candidats lors des élections de 1971. La représentation montre à 33 candidats en 1975.
Stewart sera candidat dans Dovercourt en 1971, 1975 et en 1977, ainsi que candidat au niveau fédéral dans St. Catharines en 1974.
Mel Doig (en) lui succède à la chefferie des Communistes ontariens pour les élections de 1981 et Stewart continue à servir comme secrétaire du parti durant les années 1980.